# Ferdinand 3. af Toscana
Ferdinand 3. (6. maj 1769 – 18. juni 1824) var storhertug af Toscana fra 1790 til 1801 og efter en periode i eksil under Napoleonskrigene igen fra 1814 til 1824. I mellemtiden var han kurfyrste af Salzburg fra 1803 til 1806 og storhertug af Würzburg fra 1806 til 1814. Han var søn af den Tysk-romerske kejser Leopold 2.

## Biografi
Ferdinand blev født den 6. maj 1769 i Firenze, hovedstaden i Toscana, som det tredje barn og anden søn af den daværende Storhertug Peter Leopold af Toscana i hans ægteskab med Infantinde Maria Ludovika af Spanien, datter af kong Karl 3. af Spanien.
Hans far var en yngre søn af Maria Theresia af Østrig og den Tysk-romerske kejser Frans 1. Stefan. Leopold havde ved faderens død i 1765 arvet storhertugdømmet Toscana, som han regerede, indtil han i 1790 blev Tysk-romersk kejser som Leopold 2. ved storebroderen kejser Josef 2.s død.
Ferdinand voksede op med sine mange søskende ved faderens hof i Toscana.
Ferdinand overtog regeringen i storhertugdømmet Toscana, da faderen blev valgt til kejser i 1790. Han blev fordrevet af franskmændene i 1799 og afsat i 1801. I 1803 blev han i stedet udnævnt til kurfyrste af Salzburg, og i 1806 blev han udnævnt til storhertug af Würzburg. I 1814 blev han genindsat som storhertug af Toscana, hvor han døde i 1824.

## Ægteskab og børn
Ferdinand blev gift første gang per stedfortræder den 15. august 1790 i Napoli med prinsesse Louise af Napoli og Sicilien (1773-1802), datter af kong Ferdinand 1. af Begge Sicilier. Vielsen blev bekræftet med deltagelse af brudgommen selv den 19. september 1790 i Wien. De fik 5 børn.
Han blev gift anden gang den 6. maj 1821 i Firenze med prinsesse Maria Ferdinanda af Sachsen (1796-1865), datter af arveprins Maximilian af Sachsen. De fik ingen børn.

### Børn
| Navn                             | Født                             | Død                              | Bemærkninger |
| Med Louise af Napoli og Sicilien | Med Louise af Napoli og Sicilien | Med Louise af Napoli og Sicilien | Med Louise af Napoli og Sicilien |
| -------------------------------- | -------------------------------- | -------------------------------- | --- |
| Carolina Ferdinanda              | 2. august 1793                   | 5. januar 1802                   | |
| Franz Leopold                    | 15. december 1794                | 18. maj 1800                     | |
| Leopold 2.                       | 3. oktober 1797                  | 29. januar 1870                  | Storhertug af Toscana 1824–1859 Gift 1. gang 1790 med Prinsesse Maria Anna af Sachsen Gift 2. gang 1833 med Prinsesse Marie Antoniette af Begge Sicilier |
| Maria Luisa                      | 30. august 1798                  | 15. juni 1857                    | |
| Maria Theresia                   | 21. marts 1801                   | 12. januar 1855                  | Gift 1817 med Kong Karl Albert af Sardinien |